# Alexandra Trică
Alexandra-Romela Trică (ur. 21 października 1985 w Braile) – rumuńska siatkarka, grająca na pozycji przyjmującej.

## Sukcesy klubowe
Puchar Rumunii:
- 2007, 2008, 2009, 2011, 2016

Mistrzostwo Rumunii:
- 2007, 2008, 2009, 2010, 2011, 2012, 2021
- 2015, 2016
- 2017, 2019, 2020, 2024[2]

Superpuchar Rumunii:
- 2016